# Леоне, Дэмиен
Дэ́миен Лео́не (англ. Damien Leone; род. 29 января 1982, Статен-Айленд, Нью-Йорк, США) — американский режиссёр, продюсер, сценарист, монтажёр, звукорежиссёр, гримёр и художник по спецэффектам. Прославился как создатель фильмов «Канун Дня Всех Святых» (2013), «Ужасающий» (2016), «Ужасающий 2» (2022) и «Ужасающий 3» (2024), в частности, их антагониста — клоуна Арта.

## Ранняя жизнь
Леоне вырос в районе Грейт Киллз на Статен-Айленде (Нью-Йорк).

## Карьера
В 2016 году Дэмиен Леоне выпустил фильм-слэшер «Ужасающий». За него он получил номинацию на премию Fangoria Chainsaw Award за лучший грим и эффекты. В 2022 году свет увидел сиквел, «Ужасающий 2», его также снимал Леоне. Картина получила положительные отзывы от кинокритиков и здорово окупилась в прокате, собрав более 15 миллионов долларов при бюджете в 250 тысяч. Леоне во второй раз оказался претендентом на приз Fangoria Chainsaw Award за спецэффекты и грим и в итоге успешно забрал его.
В 2024 году Дэмиен принял участие в создании фильма «Стрим», а также снял и выпустил «Ужасающего 3».

## Фильмография
| Год  | Фильм                       | Режиссёр | Сценарист | Продюсер   | Монтажёр   | Гримёр и художник по спецэффектам | Комментарии                                                                                   | Ист.          |
| ---- | --------------------------- | -------- | --------- | ---------- | ---------- | --------------------------------- | --------------------------------------------------------------------------------------------- | ------------- |
| 2005 | «Любовь»                    | Нет      | Нет       | Нет        | Нет        | Да                                |                                                                                               | [ 9 ]         |
| 2008 | «Девятый круг»              | Да       | Да        | Да         | Нет        | Да                                | короткометражный фильм, в котором впервые появился самый известный персонаж Леоне — клоун Арт |               |
| 2011 | «Несущий ужас»              | Да       | Да        | Да         | Да         | Да                                | короткометражный фильм                                                                        |               |
| 2013 | «Канун Дня Всех Святых»     | Да       | Да        | Да         | Да         | Да                                | фильм-антология                                                                               | [ 10 ] [ 11 ] |
| 2015 | «Франкенштейн против мумии» | Да       | Да        | Нет        | Да         | Да                                |                                                                                               | [ 12 ] [ 13 ] |
| 2015 | «Смейся, киллер, смейся»    | Нет      | Нет       | Нет        | Нет        | Да                                |                                                                                               | [ 9 ]         |
| 2015 | «Канун Дня Всех Святых 2»   | Нет      | Нет       | Да         | Нет        | Нет                               | фильм-антология                                                                               | [ 14 ]        |
| 2016 | «Ужасающий»                 | Да       | Да        | Да         | Да         | Да                                |                                                                                               | [ 15 ]        |
| 2022 | «Ужасающий 2»               | Да       | Да        | Сопродюсер | Да         | Да                                |                                                                                               | [ 16 ]        |
| 2024 | «Стрим»                     | Нет      | Нет       | Сопродюсер | Нет        | Да                                |                                                                                               | [ 17 ] [ 8 ]  |
| 2024 | «Ужасающий 3»               | Да       | Да        | Сопродюсер | Да         | Да                                |                                                                                               | [ 2 ] [ 18 ]  |
| TBA  | «Ужасающий 4»               | Да       | Да        | Неизвестно | Неизвестно | Неизвестно                        |                                                                                               | [ 19 ]        |

## Награды и номинации
| Год  | Награда                                                  | Категория                              | Фильм                       | Результат | Ист.        |
| ---- | -------------------------------------------------------- | -------------------------------------- | --------------------------- | --------- | ----------- |
| 2011 | ShockerFest                                              | «Приз зрительских симпатий»            | «Несущий ужас»              | Победа    |             |
| 2012 | Louisville Fright Night Film Fest                        | «Лучший фильм в жанре „грайндхаус“»    | «Несущий ужас»              | Победа    |             |
| 2015 | Rondo Hatton Classic Horror Awards                       | «Лучший независимый фильм»             | «Франкенштейн против мумии» | Номинация |             |
| 2019 | Fangoria Chainsaw Awards                                 | «Лучший фильм с ограниченным прокатом» | «Ужасающий»                 | Номинация | [ 4 ]       |
| 2019 | Fangoria Chainsaw Awards                                 | «Лучшие грим и спецэффекты»            | «Ужасающий»                 | Номинация | [ 4 ]       |
| 2022 | Greater Western New York Film Critics Association Awards | «Прорывной режиссёр»                   | «Ужасающий 2»               | Номинация | [ 20 ]      |
| 2023 | Fangoria Chainsaw Awards                                 | «Лучшие грим и спецэффекты»            | «Ужасающий 2»               | Победа    | [ 6 ] [ 7 ] |